# Ursula Böttcher
Ursula Böttcher o Blütchen, (Dresde, 6 de junio de 1927-Dresde, 3 de marzo de 2010) fue una artista de circo alemana. Fue la primera mujer en el mundo en entrenar osos polares.

## Trayectoria
Böttcher creció en las afueras de Dresde y trabajó como repartidora de telegramas después de terminar la escuela. Vivía cerca del circo Sarrasani y vio sus primeros espectáculos bajo esta carpa. En 1952 comenzó a trabajar como limpiadora en el Circus Busch, rol que desempeñó durante dos años.
Su debut en la pista fue en 1954 con un acto con burros. En 1955 actuó con el Circus Barlay, en un acto con leones, osos pardos y leopardos.
Desde 1960 trabajó en el Circo Estatal de la RDA (VEB Zentralzirkus der DDR), donde comenzó a trabajar con osos polares en 1961. A partir de 1964 actuó como domadora junto a Manfred Horn. También actuó en España, Hungría, Japón, Italia, y vivió en los Estados Unidos durante ocho años en la década de 1970. Su compañero de espectáculo, Busch, murió en 1990 durante un acto con osos kodiak.
Después de la reunificación alemana, el Circo Estatal de la RDA se fusionó con la Berliner Circus Union en 1991, en un intento de privatización, pero más tarde, en 1999, desapareció. Tras la liquidación y a pesar de haber organizado el traslado de sus animales a España, los 5 osos (Tromsö, Kenny, Maika, Olaf y Boris) fueron entregados a diferentes zoológicos. Böttcher fue despedida el 30 de noviembre y a partir de esa fecha dejó de actuar. Ese mismo año, su hermano publicó su autobiografía: Kleine Frau, Bärenstark. Ursula Böttcher erzählt aus ihrem Leben.
Fue la primera mujer en el mundo en entrenar osos polares y en actuar simultáneamente con 12 animales dentro de la jaula. Se hizo famosa por su llamado "beso de la muerte" donde alimentaba a un oso polar de boca a boca con un trozo de carne. Se le conocía como la "Princesa de los Osos".
Murió a los 82 años en Dresde.

## Reconocimientos
Recibió un Oscar del circo en España en 1976 y en el 9.º Festival Internacional de Circo de Montecarlo, en 1983, recibió el premio Nice-Martin. También fue galardonada con el Premio Nacional de la RDA de su país. En 1978 se emitió un sello especial de correos en la RDA en la serie Zirkuskunst in der DDR, en el que Böttcher aparece en su famoso acto del "beso de la muerte" con un oso polar.
En 2018, fue incluida en el Circus Ring of Fame, por su carrera artística como entrenadora de osos polares. Este reconocimiento se otorga a las personas que durante su trayectoria han contribuido significativamente al arte y a la cultura circense. La nominación corresponde al público y la selección de los ganadores a un jurado compuesto por artistas, historiadores, académicos y conocedores del circo de diferentes partes del mundo. El premio consiste en una placa de bronce, con forma de rueda de carreta, que se exhibe en el St. Armands Circle Park, ubicado en Sarasota, Florida.
En el espectáculo de Navidad de 2016 del Teatro Circo Price de Madrid, se presentó un número de osos polares animatrónicos inspirado en el trabajo de Böttcher, dirigido por Bernard Paul del circo Roncalli.